# Flores (estación)
La estación sencilla Flores - Areandina hace parte del sistema de transporte masivo de Bogotá llamado TransMilenio, el cual fue inaugurado en el año 2000.

## Ubicación
La estación está ubicada en el nororiente de la ciudad, específicamente en la Avenida Caracas entre calles 67 y 69.
Atiende la demanda de los barrios La Esperanza, Concepción Norte, Quinta Camacho y sus alrededores.
En las cercanías están los teatros Astor Plaza y Royal Center, la sede principal del Instituto Triángulo, la Clínica Infantil Colsubsidio, la sede de Caracol Radio, y una de las sedes del Canal Capital y de Atento Colombia. Contiguo está la Plaza de las Flores y un eje vial importante de la zona, la Avenida Calle 68 (también llamada Avenida Gabriel Andrade), que va desde la Avenida Caracas hasta la Av.Carrera 68, en donde se fusiona con la Avenida Chile.

## Origen del nombre
La estación recibe su nombre de la Plaza de las Flores, una pequeña zona verde donde varios vendedores de flores venden sus productos en casetas hechas para este fin. Sin embargo, en el marco del plan que tiene la empresa TransMilenio para buscar aliados comerciales, en 2024 al nombre de la estación se le añadió el texto «Areandina».

## Historia
En el año 2000 fue inaugurada la fase I del sistema TransMilenio, desde el Portal 80, hasta la estación Tercer Milenio, incluyendo a la estación Flores - Areandina.
En la madrugada del 27 de mayo de 2014, se registró los ataques contra esta estación. En esa ocasión fueron destruidas, con proyectiles de pistolas de balines, las estaciones Flores - Areandina y Calle 76 - San Felipe, donde dejaron $ 40 millones de pesos en pérdidas.

## Servicios de la estación

### Servicios troncales
| Tipo                                                                        | Rutas al Norte | Rutas al Sur |
| --------------------------------------------------------------------------- | -------------- | ------------ |
| Ruta fácil                                                                  | 6 8            | 6 8          |
| Expresos lunes a sábado todo el día                                         | B13 D20        | H13 H20      |
| Expresos lunes a sábado todo el día (temporal por cierre estación Calle 72) | C19            | F19          |
| Expresos lunes a viernes hora pico de la mañana                             | A61            |              |
| Expresos lunes a viernes hora pico de la tarde                              |                | F61          |
| Rutas que finalizan el recorrido en la estación                             |                |              |
| Expresos lunes a viernes hora pico de la mañana                             | A52            |              |
| Rutas que inician el recorrido en la estación                               |                |              |
| Expresos lunes a viernes hora pico de la tarde                              |                | G52          |

### Esquema
| ← Norte  |           |           |          |
| Calle 69 | 68B13     | D20A61G52 | Calle 67 |
|          | Vagón 2   | Vagón 1   |          |
| Calle 69 | A52F61H20 | 68H13     | Calle 67 |
| Sur →    |           |           |          |

### Servicios urbanos
Así mismo funcionan las siguientes rutas urbanas del SITP en los costados externos a la estación, circulando por los carriles de tráfico mixto sobre la Avenida Caracas, con posibilidad de trasbordo usando la tarjeta TuLlave:
| Código | Sector                    | Dirección             | Rutas       |
| ------ | ------------------------- | --------------------- | ----------- |
| 326A00 | A Av. Caracas             | Av. Calle 68 - KR 14A | 466A002K306 |
| 683A00 | A Barrio Concepción Norte | Av. Caracas - CL 69   | Sin rutas   |
| 684A00 | A Barrio La Esperanza     | Av. Caracas - CL 66   | Sin rutas   |
| 703A00 | A Barrio Chapinero Norte  | Av. Caracas - CL 66   | Sin rutas   |
| 704A00 | A Barrio Quinta Camacho   | Av. Caracas - CL 69   | Sin rutas   |
| 897A00 | A Estación Flores         | Carrera 13 - DG 68    | A507        |

## Ubicación geográfica
| Noroeste: Barrios Unidos | Norte: A Calle 72 | Nordeste: Chapinero |
| Oeste: E 7 de Agosto     |                   | Este: Chapinero     |
| Suroeste: Barrios Unidos | Sur: A Calle 63   | Sureste: Chapinero  |